# Forcipomyia scapularis
Forcipomyia scapularis är en tvåvingeart som beskrevs av Maurice Emile Marie Goetghebuer 1933. Forcipomyia scapularis ingår i släktet Forcipomyia och familjen svidknott.
Artens utbredningsområde är Belgien. Inga underarter finns listade i Catalogue of Life.